# John Tyler, Sr.
John Tyler, född 28 februari 1747 i York County, Virginia, död 6 januari 1813 i Charles City County, Virginia, var en amerikansk jurist och politiker (demokrat-republikan). Han var Virginias guvernör 1808–1811. Han var far till John Tyler som var USA:s president 1841–1845.
Efter studier vid The College of William & Mary studerade Tyler juridik och inledde sin karriär som advokat i Williamsburg. Efter 1788 arbetade han som domare i Virginia.
Tyler efterträdde 1808 William H. Cabell som guvernör och efterträddes 1811 av James Monroe.
President James Madison utnämnde Tyler 1811 till en federal domstol. Tyler innehade den federala domarbefattningen fram till sin död i januari 1813. Efter John Tylers död grundades Tyler County i Virginia som fick sitt namn efter honom. Countyt hör till den delen av Virginia som senare blev en separat delstat, West Virginia. Det finns ett annat Tyler County i USA, i Texas, som har fått sitt namn efter sonen USA:s president John Tyler.